# Andrea Cossu (fotbalist italian)
Andrea Cossu (n. 3 mai 1980, Cagliari) este un fotbalist italian care evoluează pe postul de mijlocaș la clubul italian Cagliari Calcio. Din 2008 a jucat pentru Cagliari în peste 200 de meciuri de campionat. Cossu a jucat și pentru echipa națională de fotbal a Italiei în 2 meciuri.. Cossu a jucat în meciul, care a avut loc la 3 martie 2010, ca titular, care s-a încheiat cu o remiză 0-0.